# السوافير الغربية
السوافير الغربيّة هي قرية فلسطينية كانت تقع على بعد 30 كم شمال شرقيّ غزّة، هُدمت ودمّرت بالكامل خلال حرب احتلال فلسطين عام 1948 في تاريخ 18 أيّار 1948، خلال المرحلة الثانية مما يعرف في السردية الصهيونية بعمليّة باراك.

## تاريخ القرية
وُجدت في القرية آثار رومانيّة قديمة منها هيبوكاوستوم وهو نظام تدفئة مركزيّ قديم تابع لحمّام شعبيّ. كما ووجدت آثار مقبرتين من العصر البيزنطيّ إلى جانب العديد من البقايا الخزفيّة من القرنين الخامس والسابع الميلاديّ وأجزاء من عجلة فخّار تعود بتاريخها إلى العصر البيزنطيّ أيضًا. ووجد أيضًا نقش يونانيّ على لوح من الحجر الجيريّ، وبقايا جدا مع العديد من شرفات الفخّار البيزنطيّة.

### الفترة العثمانيّة
أصبحت الصوافير الغربيّة جزءًا من الامبراطوريّة العثمانيّة عام 1517 مع كافّة أنحاء فلسطين، وبحلول عام 1596 بلغ عدد بيوت القرية 43 بيتًا مع تعداد سكانيّ بلغ 237 نسمة تحت لواء غزّة.
كان جميع سكّان القرية مسلمون، ودفعوا ضريبة ثابتة بنسبة 25٪ على عددٍ من المحاصيل الّتي شملت القمح والشعير والمحاصيل الصيفيّة وكروم العنب وأشجار الفاكهة، وكذلك على الماعز وخلايا النحل. وبلغت الضريبة ما مجموعهة 8,500 أقجة.
في عام 1838 سُجّلت قرى الصوافير الثلاث في منطقة غزّة، وأُشير إلى القرية الغربيّة على أنّها «مدمّرة» أو «مهجورة» وأشير إلى القريتان الأخريان على أنهما قرى مسلمة.
في عام 1863 وجد فيكتور غرين في هذه القرية قبّة مخصّصة للشيخ محمّد (الباز)، وأشار إلى أنّ العديد من قطع المباني القديمة اُستعملت في هذا المقام.
في عام 1882 وُصفت القرية على أنّها إحدى قرى السوافير الثلاث المطوّبة والّتي اشتملت كلّ منها على حدائق صغيرة وآبار.

### فترة الانتداب البريطانيّ
وفقًا لتعداد سلطات الانتداب البريطانيّ في فلسطين عام 1922 كان عدد سكّان السوافير الغربيّة 572 نسمة، جميعهم من المسلمين، وزاد عددهم في تعداد عام 1931 حيث بلغ 723 نسمة و134 منزلًا.
بحلول عام 1945 ارتفع هذا العدد إلى 1,030 مسلم  وكانوا يملكون ما مجموعه 7,523 دونمًا من الأراضي، منها 585 دونمًا مخصّصة للزراعة أو للأراضي المروريّة، و663 دونمًا مخصّصة للحبوب، وصُنّفت 585 دونمًا أخرى كأرض غير صالحة للزراعة.
كانت السوافير الغربيّة تشترك مع قريتيّ السوافير الأخريين في مدرسة وكان عدد الطلّاب المسجلّين فيها عام 1945 يبلغ حوالي 280 طالبًا.
كان سكّان القرية من المسلمين ولهم فيها مسجدًا كمان كان فيها مقام للشيخ الباز ومركزًا للشرطة.

## السكان
قُدّر عدد سكانها عام 1596 بحواليّ 237 نسمة وارتفع تباعًا ليصبح 1,195 في عام 1948. كان جميع سكّانها من المسلمين. وكانت السوافير الغربيّة أكثر قرى السوافير الثلاثة سكّانًا لمرور طريق يافا عزّة بوسطها، وكان فيها مركز شرطة. عمل معظم سكانها في الزراعة.

## الموقع
بُنيت قرى السوافير الثلاث فوق أرض السهل الساحليّ على ارتفاع وصل 50 متر عن سطح البحر. وتقع السوافير الغربيّة على الجانب الغربيّ من النوادي على بعد 500 م. وكان خطّ سكة الحديد الّذي يصل إلى غزّة يمر بجانب القرية من الجهة الشماليّة مباشرةً.
كانت قرى السوافير الثلاث تشكّل شكل مثلث قائم الزاوية معًا، بحيث يتّجه ضلعه الأطول نحو اتّجاه الشمال العربيّ-الجنوب الشرقيّة. حيث تقع السوافير الغربيّة على نحو كيلومتر للغرب من السوافير الشرقيّة.

## أراضي السوافير الغربيّة
كان في السوافير عددًا من البساتين الصغيرة والآبار في أواخر القرن التاسع عشر، وكانت منازلها مطوّبة ومبنيّة من الطبن بمعظمها، وبعضها كان مبنيًا من الحجارة.
في عام 1944\1945 كان ما مجموعه 6,663 دونمًا مخصّصًا للحبو و686 دونمًا مرويًّا أو مستخدما للبساتين.

## احتلال السوافير الغربيّة
سقطت القرية في عمليّة باراك خلال المراحل المبكّرة منها بحسب المصادر الإسرائيليّة.
في بدايات شهر أيّار من عام 1948 أرسلت لجنة المجدل الوطنيّة أمرًا يقتضي على أهل السوافير الثلاث بعدم الفرار. وفي 18 أيّار غزا لواء جفعاتي قرية السوافير الشرقية وقرية السوافير الغربيّة للمرّة الثانية حيث كانت تقتضي الأوامر الّتي تلقوها على «غزو القرى، وتطهيرها من السكّان يشمل الأطفال والنساء، وأخذ عدّة سجناء... وحرق أكبر عدد من المنازل.»  فجّرت قوى لواء جفعاتي الكثير من البيوت وأحرقتها ولكنّ أهل القرى عادوا إليها بعد تراجع قوات اللواء. تذكر تقريرات إسرائيليّة أنّه في تاريخ 23 أيّار 1948 كان جميع أهل السوافير الثلاث في بيوتهم وناموا في الحقول ليلًا، وعادوا للعمل في القرية نهارًا. كلتا قريتا السوافير الشرقية والسوافير الغربيّة كانت ممتلئتان بالسكّان مجدّدًا في نهاية شهر حزيران 1948.
بعد انتهاء الحرب دُمجت المنطقة مع حدود «إسرائيل» وأُنشئت عليها قريتيّ «ميركاز شابيرا» و«مسائوت إسحاق».

## القرية اليوم
سقطت واندثرت كافّة بيوت القرية، ونمت بعض النباتات وأشجار التين والجمّيز على أرض القرية. لا زال الطريق القرويّ واضحًا في معالم القريّة. وتغطّي الحشائش والنباتات مقبرة القرية. ويمكن رؤية بقايا بناء مضخّة مياه في بستان الباز. وتُستغلّ الأراضي المجاورة من قبل مزارعين إسرائيليين.

### مستعمرات على أرض القرية
- 1948 - مستعمرة مركاز شابيرا[14]
- 1949 - مستعمرة مساؤوت إسحاق[14]
- 1949- مستوطنة عين تسوريم، بنيت بالقرب من موقع القرية على أراضي السوافير الشرقيّة[14]